# Castell de Dunrobin
El castell de Dunrobin és una casa de camp pairal del comtat de Sutherland, a l'àrea de les Terres altes d'Escòcia, anomenades Highland en anglès. És la seu de la comtessa de Sutherland i del clan dels Sutherland. Es troba a 1,6 km al nord del poble costaner de Golspy i aproximadament a 8 km al sud de Brora al Donoch Firth, un estuari. En els seus orígens, el castell de Dunrobin tenia una estació de tren privada. Els inicis del castell se situen a l'edat mitjana però la major part de l'edifici actual és obra de Sir Charles Barry, l'arquitecte del Palau de Westminster de Londres, el qual va ampliar-lo el 1845. L'edifici resultant té un estil renaixentista francès que també es complementa amb l'estil escocès baronial. Alguna part de l'edifici original encara és visible al pati interior.

## Història
El lord de Duffus, net d'un noble flamenc, va adquirir les terres de Sutherland abans del 1211. El fill del lord va crear el comtat de Sutherland pels voltants del 1230. El primer registre que es té del castell situat en aquest comtat data del 1401. Es creu que el castell es podria haver construït on abans hi havia hagut una fortalesa medieval. D'aquí vé que, en el nom del castell, hi aparegui la partícula "dun" (nom genèric provinent del gaèlic que designa una fortalesa medieval). La primera torre mestra tenia una forma quadrada amb poques finestres i petites que donaven a dalt d'un penya-segat i que, probablement, tenia una muralla de defensa. Cada pis de la fortalesa tenia el sostre de volta. El segle xvi, el comtat va passar a la família Gordon i, durant aquest temps, el castell va ser assetjat dues vegades. Durant el segle xvii, a la fortalesa s'hi va ajuntar les estances, que es van construir al voltant d'un pati en el sud-oest del castell.
Durant l'aixecament jacobita el 1745, els Jacobins van irrompre al castell sense avisar sota el mandat de Carles Eduard Stuart, perquè el clan dels Sutherland recolzava el govern britànic. El dissetè compte de Sutherland, que s'havia canviat el cognom de Gordon per Sutherland, li va faltar poc per escapar-se sortint per una porta del darrere del castell. Va navegar cap a Aberdeen i allà es va ajuntar amb l'armada del duc de Cumberlans. Quan va morir el divuitè comte el 1766, la casa va passar a la seva filla Elisabet, que es va casar amb un polític, el qual va passar a ser el primer duc de Sutherland. El 1785 la casa es va veure modificada i es va tornar a ampliar.

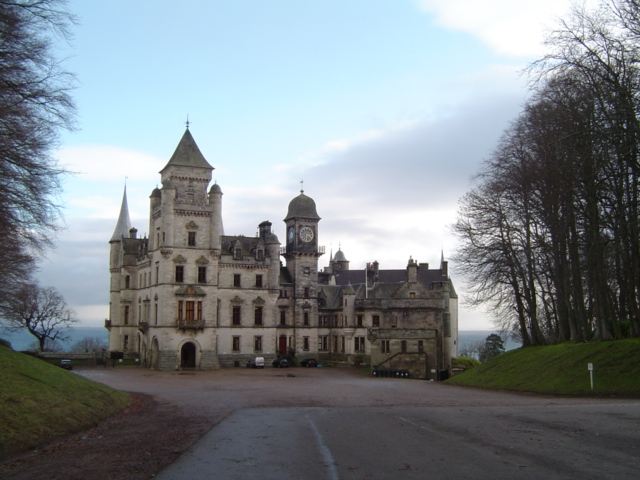
Entrada oest del castell

El 1845, el segon duc de Sutherland va contractar l'arquitecte sir Charles Barry per remodelar completament el castell i per transformar-lo de castell a casa segons l'estil escocès baronial que s'havia posat de moda entre l'aristocràcia. Barry havia estat l'arquitecte del Palau de Westminster, seu de la Cambra dels Comuns del Regne Unit, i, per tant, estava molt sol·licitat. La torre de defensa del segle xiv i les extensions de la casa dels segles xvii i xviii es van preservar i van sobreviure a la reforma que Barry dugué a terme el segle xix.
El 1915, l'edifici va ser utilitzat com a hospital naval quan el foc en va destruir l'interior. Després de la Primera Guerra Mundial es va contractar l'arquitecte escocès sir Robert Lorimer per renovar la casa. Quan el cinquè duc, George Sutherland-Leveson-Gower, va morir el 1963, el comtat i la casa van passar a la seva neboda, l'actual comtessa de Sutherland, mentre que el ducat es va haver de passar a un hereu masculí i va anar a parar en mans del comte d'Ellesmere. Entre els anys 1965 i 1972, la casa va convertir-se en un internat per a nois. Des del 1973 la casa i els jardins han estat oberts al públic, tot i que hi ha algunes habitacions privades destinades per a l'ús de la família Sutherland.

## Arquitectura

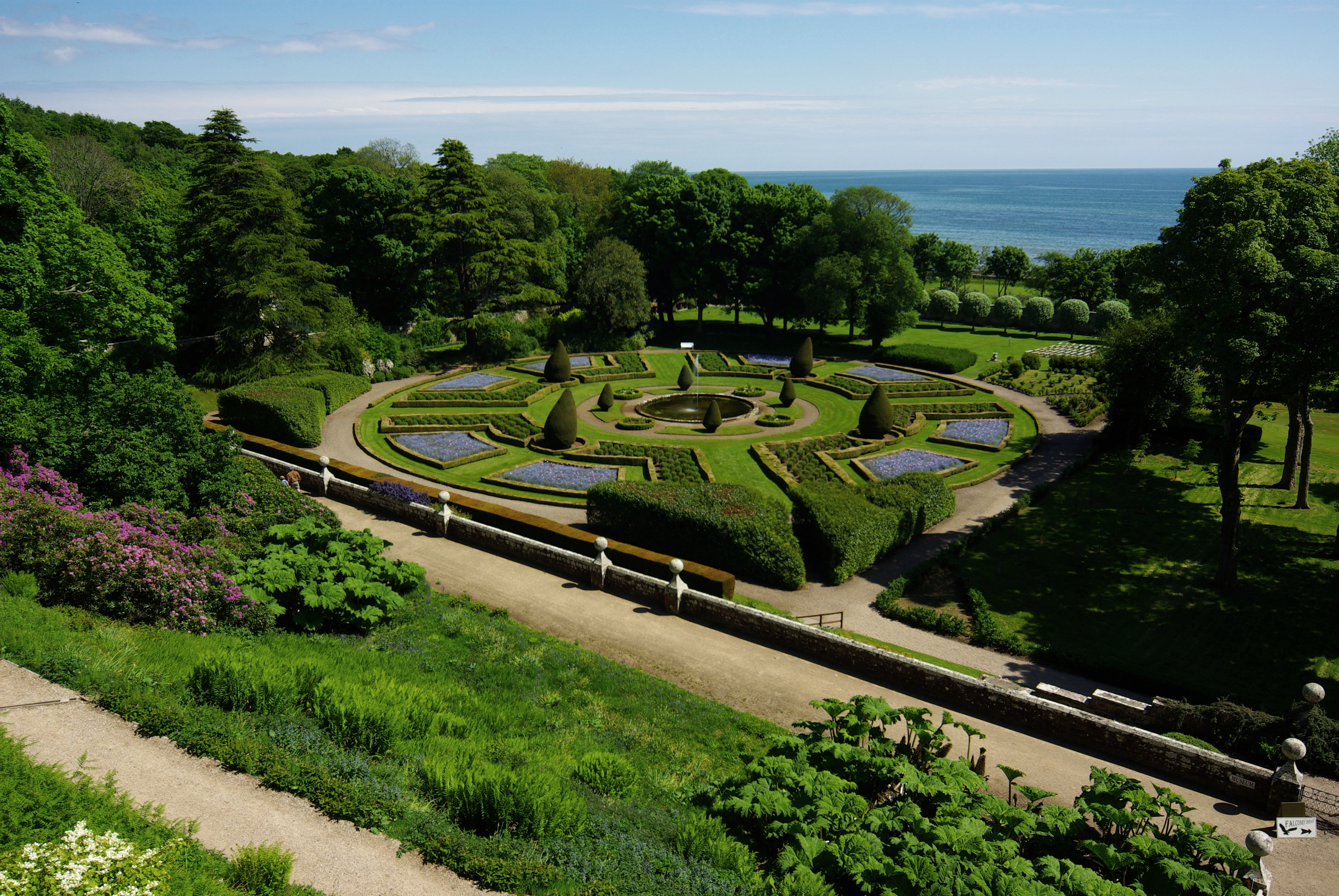
Des de la casa s'obté una panoràmica dels jardins i del mar

La casa té 189 habitacions, fet pel qual la converteix en la casa més gran del nord de les Terres altes d'Escòcia. Gran part de l'interior de la casa dissenyat per Barry va ser destruït pel foc el 1915. L'actual interior és obra, principalment, de l'arquitecte escocès sir Robert Lorimer, tot i que hi va incorporar detalls que no estaven malmesos dels segles xvii i xviii, incloent-hi talles del fuster Grinling Gibbons. A l'exterior, el castell té elements inspirats per l'obra de l'arquitecte francès Viollet-le-Duc,com ara el sostre piramidal a sobre de l'entrada principal. La influència francesa es pot veure plasmada als jardins, que es van acabar el 1850. Barry va inspirar-se amb les formes dels parterres dels jardins francesos clàssics del Parc de Versalles.

## Ús actual
Avui dia, es duen a terme exhibicions de falcons als jardins del castell. També hi ha un museu on s'exposen els trofeus en forma de cap de nombrosos animals caçats per membres de la família quan van de safari, elements etnogràfics recollits arreu del món (especialment d'Àfrica) i una important col·lecció de peces arqueològiques recollides a les enormes finques de Sutherland. Entre aquestes, cal destacar la col·lecció de pedres pictes i en forma de creu, incloent-hi la majoria de les descobertes a Sutherland. El museu, que conserva l'estil victorià i eduardià, s'ubica en una casa d'estiu del segle xviii al costat dels jardins i s'hi poden veure divereses exposicions. Per la seva història, el castell és un monument històric d'importància nacional o internacional i que és un exemple important d'un estil específic segons la classificació del Regne Unit i Escòcia. Els jardins del castell es troben a la llista de jardins i paisatges dissenyats d'Escòcia d'interès nacional artístic o històric.
El castell també va aparèixer en la pel·lícula Barry Lyndon de Stanley Kubrick el 1975.